# Rainy (rivière de Nouvelle-Zélande)
La rivière Rainy (en anglais : Rainy River)  est un cours d’eau du sud de la région de Tasman dans l’Île du Sud de la Nouvelle-Zélande.

## Géographie
Elle s’écoule vers le nord à partir de sa source située à 2 km au nord de Saint Arnaud, atteignant la rivière Motupiko à 6 km à l’est du col de ‘Hope Saddle ‘. La rivière Motupiko est elle-même un affluent du fleuve Motueka